# Hans Zdražila
Hans Zdražila (3 de outubro de 1941, em Ostrava) é um ex-halterofilista tchecoslovaco.
Zdražila alcançou seu primeiro sucesso internacional no campeonato europeu e mundial de halterofilismo de 1963, que foram organizados como um único evento. Ele ficou com bronze, na categoria até 75 kg.
No campeonato europeu de 1964 ele obtém um desempenho melhor e fica com a prata, com 425 kg no triplo levantamento (desenvolvimento [movimento-padrão abolido em 1973] +arranque+arremesso), atrás do soviético Viktor Kurentsov, com 445 kg.
Nos Jogos Olímpicos daquele ano, que também contou como campeonato mundial, Hans Zdražila consegue, dessa vez, superar Viktor Kurentsov. Zdražila levantou 445 kg no total combinado, 5 kg a mais do que Kurentsov, na categoria até 75 kg.
A partir de 1965 ele passou para a categoria até 82,5 kg e continuou com êxito. Ele ficou em segundo no campeonato europeu daquele ano, e em terceiro no mundial e europeu de 1966. E nos Jogos Olímpicos de 1968, na Cidade do México, ficou em sexto.

## Quadro de resultados
| Ano  | Posição | Competição                                   | Classe de peso | Marca                    |
| 1963 | 3.      | Campeonato Mundial e Europeu em Estocolmo    | –75 kg         | 422,5 kg (125+132,5+165) |
| 1964 | 2.      | Campeonato Europeu em Moscou                 | –75 kg         | 425 kg (127,5+130+167,5) |
| 1964 | 1.      | Jogos Olímpicos e Campeonato Mundial         | –75 kg         | 445 kg (130+137,5+177,5) |
| 1965 | 2.      | Campeonato Europeu em Sófia                  | –82,5 kg       | 460 kg (137,5+142,5+180) |
| 1966 | 3.      | Campeonato Mundial e Europeu em Berlim Leste | –82,5 kg       | 465 kg (145+142,5+177,5) |
| 1968 | 6.      | Jogos Olímpicos e Campeonato Mundial         | –82,5 kg       | 462,5 kg (135+147,5+180) |